# Vendeuil
Vendeuil ist eine französische Kleinstadt mit 926 Einwohnern (Stand: 1. Januar 2022) im Département Aisne in der Region Hauts-de-France (vor 2016: Picardie); sie gehört zum Arrondissement Saint-Quentin und zum Kanton Ribemont. 

## Lage
Die Kleinstadt Vendeuil liegt an der Oise und am parallel verlaufenden Sambre-Oise-Kanal, etwa 15 Kilometer südsüdöstlich von Saint-Quentin. Nachbargemeinden von Vendeuil sind Moÿ-de-l’Aisne im Norden, Brissay-Choigny im Nordosten und Osten, Mayot im Osten und Südosten, Travecy im Süden, Remigny im Südwesten und Westen, Ly-Fontaine im Westen sowie Benay im Nordwesten.

## Bevölkerungsentwicklung
| Jahr                       | 1962 | 1968 | 1975 | 1982 | 1990 | 1999 | 2006 | 2015 | 2022 |
| Einwohner                  | 931  | 956  | 883  | 867  | 881  | 856  | 902  | 949  | 926  |
| Quellen: Cassini und INSEE |      |      |      |      |      |      |      |      |      |

## Sehenswürdigkeiten

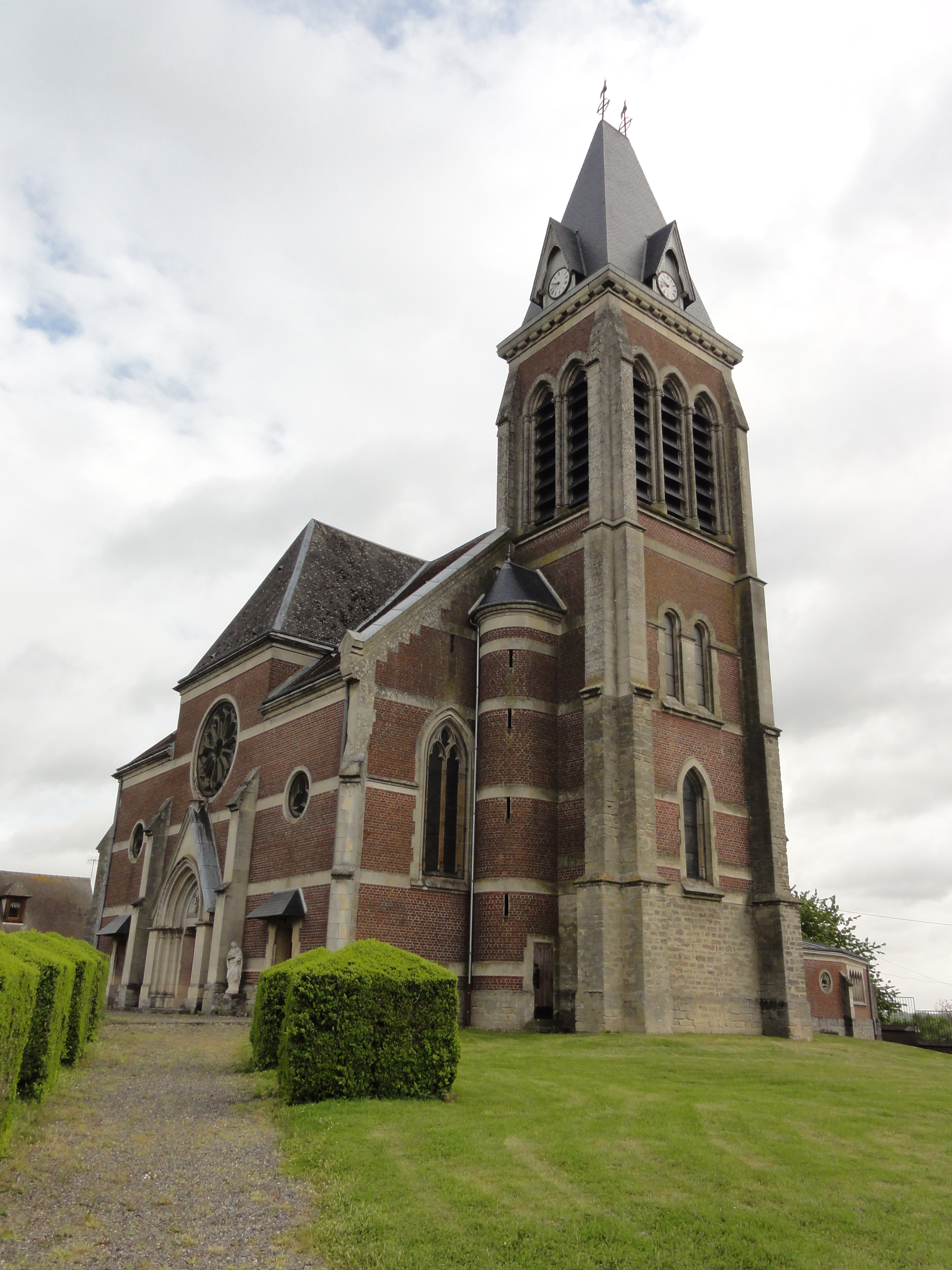
Kirche Saint-Jean-Baptiste
- Reste der ehemaligen Wassermühle
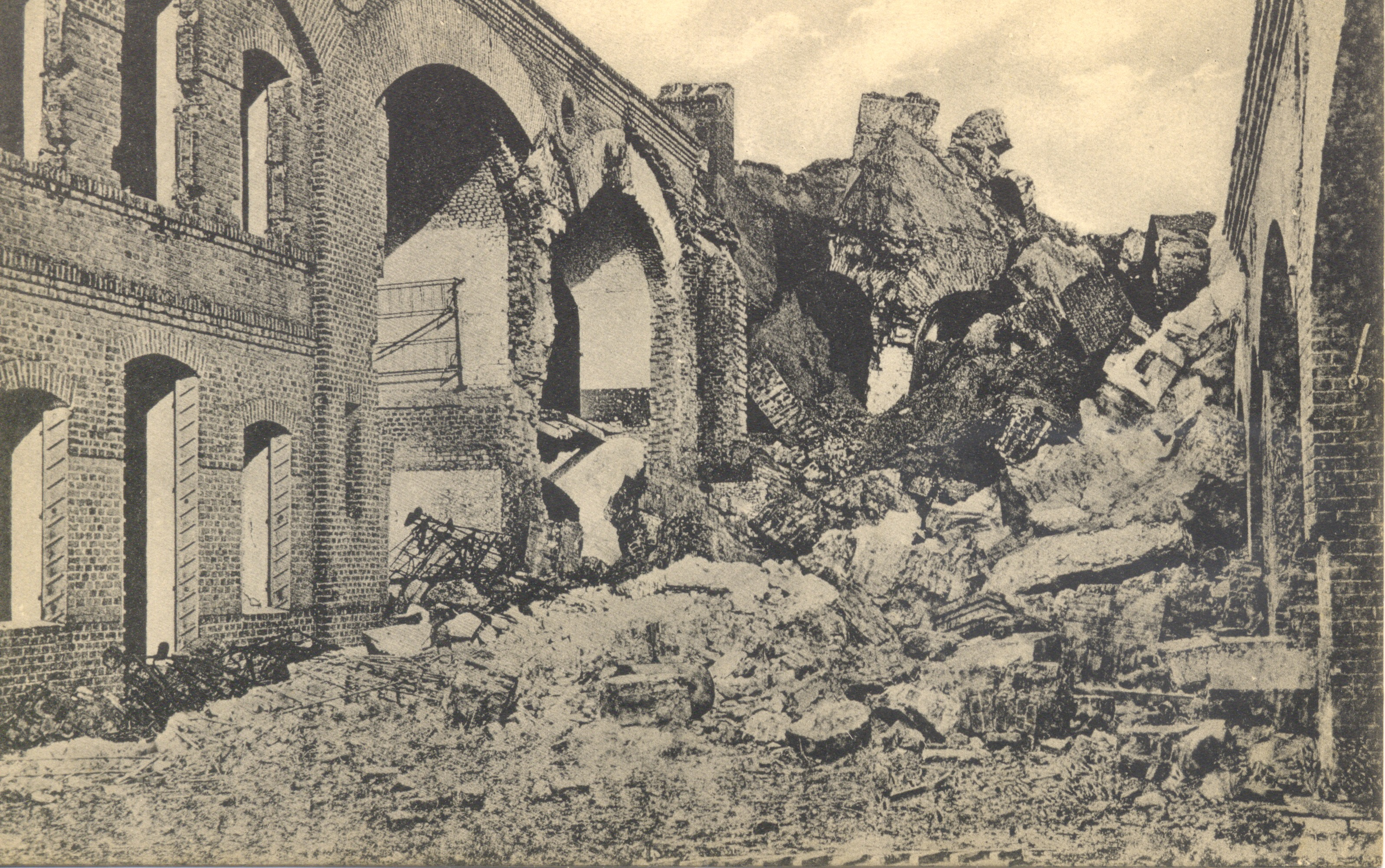
ehemaliges Fort
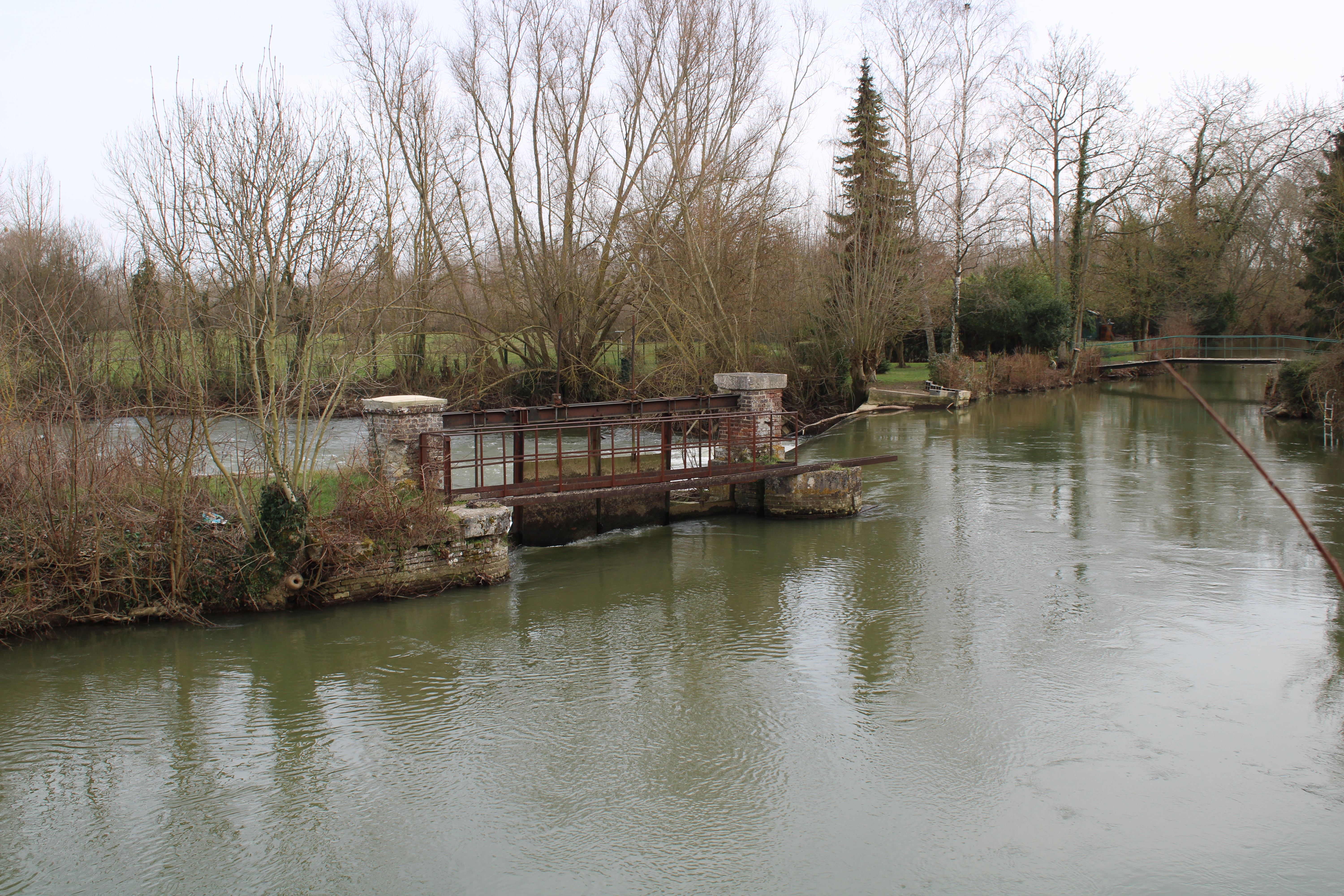
Reste der ehemaligen Wassermühle
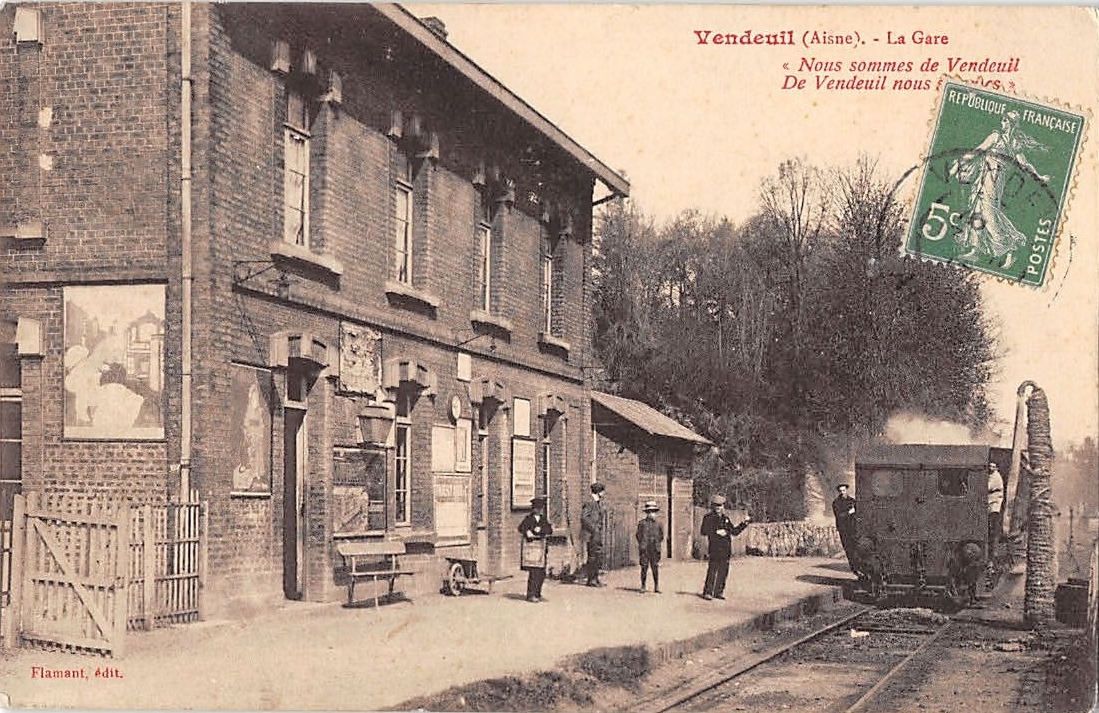
Bahnhof auf einer Postkarte von 1905
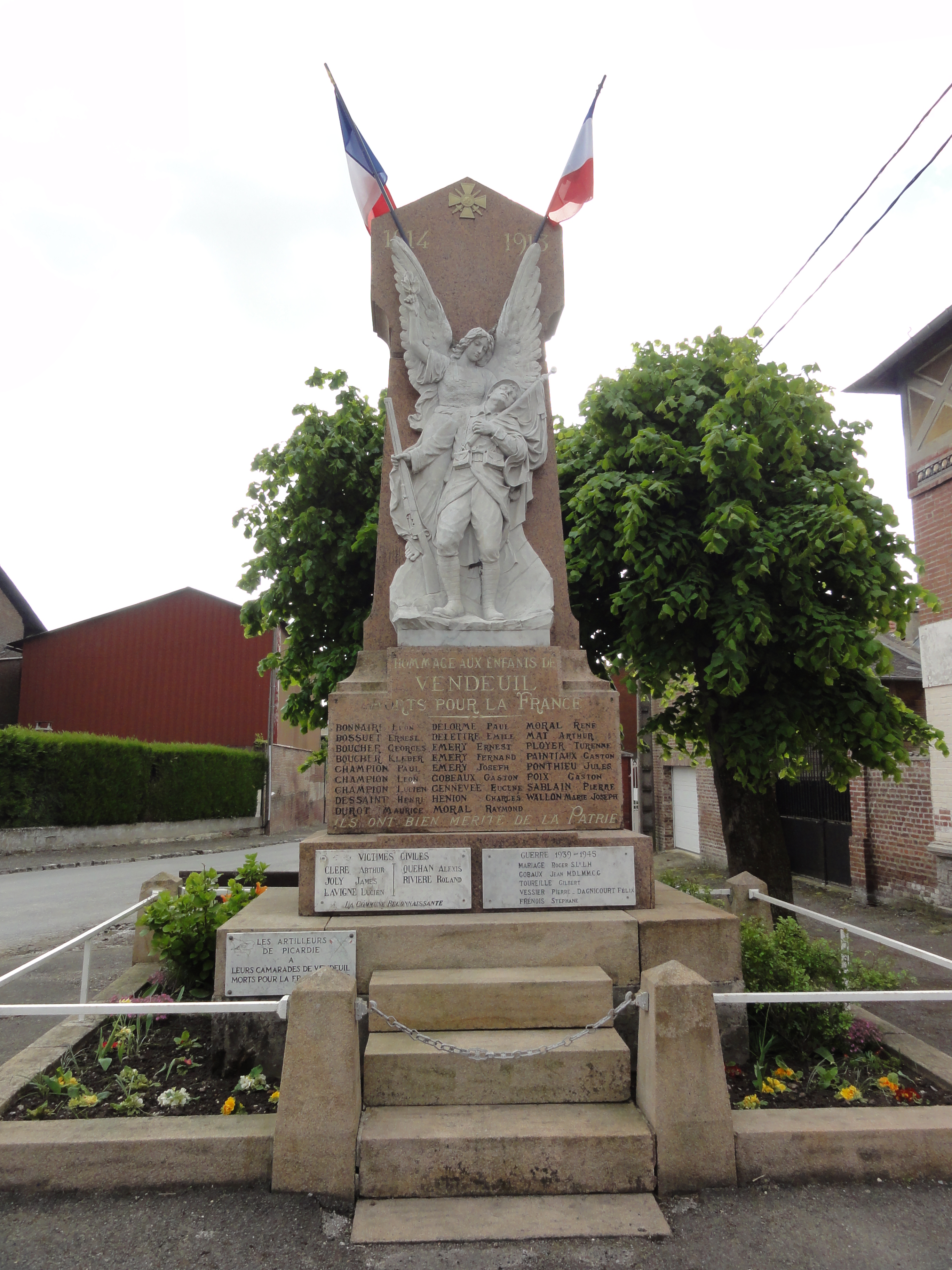
Gefallenendenkmal

- Wasserturm

- Kirche Saint-Jean-Baptiste
- Zerstörtes ehemaliges Fort
- Reste der ehemaligen Wassermühle
- Bahnhof auf einer Postkarte von 1905
- Gefallenendenkmal